# Caproni Ca.161

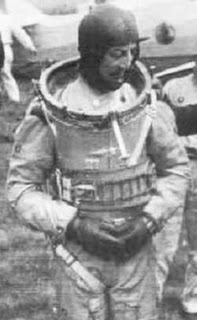
Mario Pezzi con indosso la tuta pressurizzata utilizzata sui Caproni Ca.161

Il Caproni Ca.161 era un monomotore biplano sperimentale realizzato dall'azienda italiana Aeronautica Caproni nella metà degli anni Trenta per battere il precedente primato mondiale di quota massima.

## Storia del progetto
Per poter affermare la superiorità tecnica dei propri velivoli e per spirito di competizione, l'ingegner Gianni Caproni decise di realizzare un velivolo appositamente studiato per riuscire a battere il primato mondiale di quota massima. Per il progetto si affidò a Rodolfo Verduzio il quale si basò sul Caproni Ca.113, un biplano monomotore da addestramento avanzato con capacità acrobatiche, prodotto negli stabilimenti di Taliedo dall'inizio degli anni trenta.

## Tecnica
Il Ca.161 presentava un'impostazione convenzionale, come il Ca.113 dal quale derivava, ovvero un biplano monomotore in configurazione traente e carrello fisso.
La fusoliera aveva una struttura in tubi saldati ed era dotata di un singolo abitacolo aperto modificato per contenere l'attrezzatura necessaria per raggiungere l'alta quota. La parte posteriore terminava in un impennaggio classico monoderiva dotato di piani orizzontali controventati.
La configurazione alare era biplana a scalamento positivo, con l'ala superiore ed inferiore di ugual misura, con l'inferiore disassata verso la parte posteriore, collegate tra loro e la fusoliera da una serie di montanti in tubi metallici.
Il carrello d'atterraggio era un triciclo classico molto semplice, fisso, integrato posteriormente da un ruotino d'appoggio.
La propulsione era affidata ad un motore Piaggio P.XI RC.72, un radiale 14 cilindri a doppia stella raffreddato ad aria dotato di riduttore e compressore con quota di ristabilimento di 7 200 m, collegato ad un'elica quadripala, soluzione già adottata dalla versione Ca.113AQ (Alta Quota) e studiata per diminuire gli effetti della rarefazione dell'aria.

## Primati
L'8 maggio 1937, pilotato da Mario Pezzi, comandante dal 1934 del Reparto Alta Quota di Guidonia, il Ca.161 venne portato in volo per stabilire il nuovo record. Sull'esperienza fatta con il Ca.113AQ, anch'esso pilotato dal comandante Pezzi, per evitare i problemi di respirazione e contrastare il freddo intenso al pilota venne fatta indossare una speciale tuta riscaldata munita di scafandro, che assomigliava alle tute introdotte vent'anni più tardi per i primi tentativi di conquista dello spazio. Lo sviluppo della speciale tuta fu eseguito con l'apporto del pilota collaudatore Ferdinando Rosei che la testò sia in camera pressurizzata a terra che in prove di volo alta quota. In questa configurazione, Pozzi riuscì a raggiungere i 15 635 m di quota, stabilendo il nuovo record.
Questo però rimase imbattuto per poco tempo. Il 30 giugno di quello stesso anno il britannico M.J. Adam, ai comandi di un Bristol Type 138, lo superava a sua volta, raggiungendo i 53 940 ft, corrispondenti a 16 440 metri.
Pezzi e Caproni decisero allora di riprendersi il primato, realizzando una versione ancora più estrema del modello, denominata Ca.161bis. Le modifiche più evidenti riguardavano l'installazione nella fusoliera di una camera pressurizzata, in cui il Pezzi si sarebbe calato, chiusa superiormente da uno scafandro a tenuta stagna. Inoltre venne costruita una versione del motore P.XI ancor più ottimizzata per l'alta quota, dotata di un compressore a due stadi con quota di ristabilimento portata a 10 000 m, denominata Piaggio P.XI RC.100/2v.
In questa configurazione Pezzi riuscì a raggiungere la quota di 17 083 m, primato rimasto a lungo imbattuto per biplani con motore a pistoni e con propulsione ad elica. Esso fu battuto solo il 4 agosto 1995 dal monoplano sperimentale Grob G 850 Strato 2C della Grob Aerospace, che raggiunse i 18 552 m nel suo ultimo volo.

## Versioni
Ca.161
versione originale motorizzata con un radiale Piaggio P.XI RC.72 dotata di compressore con quota di ristabilimento di 7 200 m.
Ca.161bis
versione modificata dotata di motorizzazione Piaggio P.XI RC.100/2v con compressore a due velocità e quota di ristabilimento a 10 000 m
Ca.161Idro
versione idrovolante a scarponi